# 山上庄
山上庄，為1920年~1945年間存在之行政區，轄屬台南州新化郡。今台南市山上區。

## 街庄原名
原屬
- 新化北里之大社庄、北勢洲庄
- 新化東里之山仔頂庄、牛稠埔庄
- 外新化南里之潭頂庄
  - 山仔頂庄改稱山上[1]

## 行政區劃
山上庄轄域內分為山上、大社、北勢洲、牛稠埔、潭頂五個大字。戰後，1946年7月1日潭頂、大社兩村改歸新市鄉(區)，並接受左鎮鄉（今左鎮區）平和里之一部設為平陽里迄今。